# Simen Muffetangen
Simen Muffetangen (* 6. Juni 1971) ist ein norwegischer Handballtrainer und ehemaliger Handballspieler.
Der 1,90 m große und 92 kg schwere linke Rückraumspieler begann mit dem Handballspiel bei Kragerø IF, wo er 1989, 1992 und 1993 Torschützenkönig sowie 1989 Spieler des Jahres wurde. Mit Sandefjord TIF wurde er 1999 norwegischer Meister und Pokalsieger. Anschließend wechselte er in die deutsche Handball-Bundesliga zum VfL Bad Schwartau, mit dem er den DHB-Pokal 2000/01 gewann. Im Oktober 2003 verließ er den Nachfolgeverein HSV Hamburg nach Dänemark zu Aalborg Håndbold, wo er im Dezember 2003 seine Karriere beendete.
Im Jahr 2004 übernahm Muffetangen den Trainerposten bei seinem Heimatverein Kragerø IF und trat 2007 dort zurück.
In der norwegischen Nationalmannschaft debütierte Simen Muffetangen am 25. Oktober 1989 gegen Schweden. Bis 1996 bestritt er 106 Länderspiele, in denen er 370 Tore erzielte.